# Приднепровская железная дорога
Приднепровская железная дорога (укр. Придніпровська залізниця) — региональный филиал АО «Украинская железная дорога». Обслуживает линии южной половины Украины: Днепропетровскую область, Запорожскую область, часть Харьковской и Херсонской области, Кривбасс. С марта 2014 года не обслуживает АР Крым и город Севастополь.
В начале строительства называлась Криворогская железная дорога, затем до 1936 года носила название Екатерининская железная дорога, а затем до 1961 года называлась Сталинская железная дорога.
В состав железной дороги входят 244 станции, из них: 4 сортировочные, 7 пассажирских, 67 грузовых, 19 участковых.

## Характеристика
Приднепровская железная дорога пролегает на юге Украины. Управление дороги находится в городе Днепр. Эксплуатационная длина дороги в СССР на 1990 год составляла 3255 км. В состав дороги входит одна из старейших линий на юге страны Лозовая — Александровск (Запорожье) с ветвью на Нижнеднепровск у Екатеринослава, сданная в эксплуатацию в 1873 году.
Приднепровская железная дорога связывает Донбасс с Криворожским железорудным бассейном двумя широтными линиями Чаплино — Синельниково — Днепр — Верховцево — Пятихатки и Камыш-Заря — Пологи — Запорожье — Апостолово — Кривой Рог — Тимково. Дорога обслуживает крупные промышленные центры: Днепр, Запорожье, Каменское, Кривой Рог, Павлоград, Никополь, Новомосковск , Пятихатки и другие, а также сельскохозяйственные районы.
Работа Приднепровской железной дороги характеризуется высоким удельным весом отправлений и прибытий грузов. Однако грузооборот дороги сравнительно невелик из-за небольшой дальности перевозок. В 1990 году грузооборот дороги составил около 88 млрд т/км. В перевозках грузов преобладают железная и марганцевая руды, каменный уголь, кокс, чёрные металлы, промышленные товары, машины, оборудование, строительные материалы, флюсы, зерно. Грузонапряжённость перевозок 27 млн т-км/км. Интенсивный пассажирообмен к 1990-му году существовал с Московской, Донецкой, Одесской, Юго-Западной, Северо-Кавказской, Октябрьской, Львовской железными дорогами. Пассажирооборот составлял (1990 год) около 12 млрд пасс-км. На Приднепровской железной дороге хорошо развито пригородное пассажирское движение (св. 85 % всех отправлений пассажиров), но из-за небольшой дальности доля пригородных пассажирских перевозок от суммарного пассажирооборота составляет около 25 %.
В годы Великой Отечественной войны дорога была сильно разрушена. В ходе боёв и освобождения территории от немецких оккупантов железнодорожники осуществляли снабжение фронта, обслуживание перевозок, восстановление пути и подвижного состава. Тысячи железнодорожников участвовали в боевых операциях, вели работу в подполье. В послевоенные годы в Союзе Приднепровская железная дорога была не только восстановлена, но и реконструирована, построены новые вокзалы, железнодорожные станции, искусственные сооружения, в том числе крупные мосты через Днепр. Главное меридиональное направление Лозовая — Запорожье переведено на электрическую тягу; электрифицированы основные широтные направления и пригородные участки. Электрической тягой выполняется 77 % всего грузооборота, остальное — тепловозной. До 85 % участков дороги оборудованы автоматической блокировкой, до 95 % — электрической централизацией стрелок и сигналов. Построены крупные сортировочные станции, оборудованные современные техническими средствами механизации и автоматизации. На погрузочно-разгрузочных работах применяются средства механизации. Высокопроизводительные путевые машины используются для текущего содержания и ремонта пути.

### Границы
Приднепровская железная дорога граничит с рядом железных дорог:
- Донецкая железная дорога (станции Покровск, Чаплино, Камыш-Заря)
- Южная железная дорога (станции Лозовая, Красноград)
- Одесская железная дорога (станции Нововесёлая, Тимково, Апостолово, Пятихатки-Стыковая).
- Крымская железная дорога (де-факто, станция Сиваш, закрыта)

До марта 2014 года имелся ещё один стык с Одесской железной дорогой (по ст. Вадим) и граница с Северо-Кавказской железной дорогой по парому Крым — Кавказ, де-факто не контролируемый в результате провозглашения фактическими властями Крыма Крымской железной дороги.

### Дирекции
Приднепровская железная дорога в своём составе имеет три дирекции: Днепровскую, Криворожскую и Запорожскую.
До 2014 года в состав дороги также входила Крымская дирекция, фактически прекратившая существование в результате аннексии Крыма Россией. Большая часть подразделений Крымской дирекции фактически перешла к Крымской железной дороге; участки, расположенные на территории Херсонской и Запорожской областей, были включены в состав Запорожской дирекции Украины. В 2017 году начальником Приднепровской железной дороги был издан приказ, де-юре ликвидирующий предприятия обслуживания на территории бывшей Крымской дирекции.[уточнить]

## История
- В 1862 году новый главноуправляющий путями сообщения и публичными зданиями (позднее - первый министр путей сообщения России) П.П.Мельников выдвинул проект строительства железной дороги от Екатеринослава до Донецкого угольного бассейна.
- 15 ноября 1873 года открыто регулярное движение поездов на участках Синельниково — Екатеринослав и Лозовая — Александровск (в настоящее время Запорожье).
- В 1874 году пущен участок Александровск-Мелитополь [3]
- В 1874 году первый поезд пришёл в Симферополь.
- 22 апреля 1875 года правительство утвердило план строительства участков дороги от ст. Казанка до ст. Екатеринослав и от ст. Ясиноватая к ст. Синельниково.
- Проект постройки Криворогской[4] (Западно-Донецкой) железной дороги должен был рассматриваться в департаменте железных дорог России после предоставления проектно-сметной документации по данному направлению строительства путей сообщений. Но, в связи с Русско-турецкой войной 1877—1878 годов проект Криворогской ЖД не получил своего дальнейшего развития.
- 18 мая 1884 года открыто движение поездов на участках Ясиноватая — Синельниково и Казанка — Екатеринослав. Сдан в эксплуатацию железнодорожный мост[5] через Днепр.
- В 1892 году было закончено строительство железной дороги от Джанкоя до Феодосии.
- В 1898 году построена железнодорожная линия Колачевское — Пятихатки — Любомировка (в настоящее время Верховцево).
- В 1899 году открыто движение поездов на направлении Чаплино — Бердянск.
- В 1900 году закончено строительство железной дороги до Керчи.
- В 1904 году введена в эксплуатацию «Вторая Екатерининская ж.д.»
- 22 февраля 1908 года сдан в эксплуатацию Кичкасский мост через Днепр. Открыто сквозное движение по «Второй Екатерининской ж.д.»
- В 1913 году Екатерининская железная дорога перевезла 2 миллиарда 300 миллионов пудов различных грузов, получив прибыль в 40 миллионов рублей — рекорд ж. д. транспорта в России.
- В 1915 году было закончено строительство железнодорожной линии Евпатория — Сарабуз (ныне Остряково).
- Декабрь 1917 г. На дороге установлено самоуправление. Должность начальника дороги упразднена.
- В 1920 году введён в эксплуатацию участок Джанкой — Армянск.
- В 1922 году коллективу Екатерининской дороги был вручён орден Трудового Красного Знамени УССР за досрочное восстановление Кичкасского моста.
- 1927 год. Введена в строй действующих линия Нижнеднепровск — Константиноград.
- 1930 год. Открыта сортировочная станция Нижнеднепровск-Узел.
- В 1932 году было закончено строительство локомотивного депо Нижнеднепровск-Узел.
- 1935 год. Вступил в строй первый электрифицированный участок Долгинцево — Запорожье.
- 4 января 1936 года. Екатерининская дорога переименована в Сталинскую.
- 9 мая 1944 года. Красная армия завершила освобождение Сталинской ж. д. от нацистских войск.
- 23 сентября 1946 года. На дороге образовано пять отделений: Днепропетровское, Долгинцевское, Запорожское, Мелитопольское, Симферопольское.
- 1953 год. Образована служба электрификации и энергообеспечения.
- Декабрь 1959 года. Закончена электрификация направления Пятихатки — Чаплино.
- 1960 год. Электрифицирован участок Верховцево — Долгинцево.
- 15 ноября 1961 года. Сталинская переименована в Приднепровскую железную дорогу.
- Декабрь 1965 года. Электрифицировано направление Лозовая — Запорожье.
- 27 декабря 1965 года. Введен в строй восстановленный участок Павлоград — Новомосковск-Днепровский.
- 3 февраля 1971 года. Президиум верховного Совета СССР наградил дорогу орденом Ленина за обеспечение высоких показателей в работе[1].
- 1972 год. Электрификацией участка Симферополь — Севастополь завершён перевод на электротягу всей магистрали Москва-Курская — Севастополь (напряжение на всей магистрали — 3 кВ).
- 15 ноября 1973 года. Празднование 100-летия дороги. Возобновлён выпуск дорожной газеты «Приднепровская магистраль».
- Декабрь 1991 года. Образована Государственная администрация железнодорожного транспорта Украины «Укрзалізниця», в состав которой входит Приднепровская железная дорога.
- 1994 год. Днепропетровское отделение дороги преобразовано в государственное предприятие по перевозке грузов и пассажиров.
- 2014 год — утрата расположенной в АР Крым и Севастополе инфраструктуры Крымской дирекции в результате аннексии Крыма Российской Федерацией. Участки Крымской дирекции, оставшиеся на подконтрольной Украине территории, вошли в Запорожскую дирекцию, а 27 декабря 2014 года украинскими властями закрыта фактическая граница с Крымской железной дорогой, украинские направления укорочены до станций Новоалексеевка и Херсон.

## Фотогалерея
- Железнодорожный вокзал Днепр-Лоцманская
- Железнодорожный вокзал Запорожье I
- Железнодорожный вокзал Запорожье II
- Железнодорожный вокзал Запорожье-Левое
- Вокзал Мелитополь
- Вокзал ПГТ Новоалексеевка
- Вокзал Кривой Рог-Главный
- Вокзал Синельниково I
- Вокзал Синельниково II
- Вокзал станции Павлоград I